# بالوجي
بالوجي (بالإنجليزية: Baloži)‏ هي منطقة سكنية تقع في لاتفيا في بلدية كيكافا وتبعد 12 كم عن العاصمة ريغا. يقدر عدد سكانها بـ 4,481 نسمة ومساحتها 6.7 كم2 ووترتفع عن سطح البحر 18 متر.